# Bukovina (Eslovàquia)
|  | No s'ha de confondre amb Bucovina. |

Bukovina és un poble i municipi d'Eslovàquia que es troba a la regió de Žilina, al centre-nord del país.

## Història
La primera menció escrita de la vila es remunta al 1297.

## Demografia
| Godina             | 1994 | 2004    | 2014    | 2024   |
| ------------------ | ---- | ------- | ------- | ------ |
| Nombre de persones | 147  | 129     | 107     | 113    |
| Diferència         |      | −12,24% | −17,05% | +5,60% |

| Godina             | 2023 | 2024   |
| ------------------ | ---- | ------ |
| Nombre de persones | 112  | 113    |
| Diferència         |      | +0,89% |